# Кривцов, Игорь Юрьевич
Игорь Юрьевич Кривцов (01.09.1928 — 17.08.2002) — российский учёный, генеральный директор НПО «Гранит» (1985—2002).
Родился в Ленинграде. Окончил Ленинградский электротехнический институт (1952, с отличием).
С 1953 г. работал в ленинградском НПО «Гранит»: инженер, старший и ведущий инженер, главный конструктор, зам. главного инженера, первый зам. генерального директора, главный инженер, зам. гендиректора по научной работе,  с 1985 г. генеральный директор НПО.
Генеральный конструктор базовых средств природоохранного комплекса РФ (1992). Руководил работами по созданию и развитию морского приборостроения, по проектированию судна «Экопатруль».
Кандидат (1971), доктор (1986) технических наук. Профессор (1990).
Ленинская премия (1967). Государственная премия СССР (1984). Премия Правительства РФ (1995).
Награждён орденами Трудового Красного Знамени и Октябрьской революции.